# 拉夫安德雷迪
拉夫安德雷迪（英語：Rough and Ready）是位於美國加利福尼亞州內華達縣的一個人口普查指定地區。

## 地理
拉夫安德雷迪的座標為39°13′49″N 121°08′06″W / 39.23028°N 121.13500°W，而該地最高點為海拔高度576米（即1890英尺）。

## 人口
根據2010年美國人口普查的數據，拉夫安德雷迪的面積為8.210平方千米，皆爲陸地。當地共有人口963人，而人口密度為每平方千米117人。